# Здание Кригскомиссариата
Зда́ние Кригскомиссариа́та (также Но́вый Кригскомиссариа́т) — здание-достопримечательность в Москве.
Здание Кригскомиссариата находится по адресу: Центральный административный округ, Космодамианская набережная, дом 24, строение 1. Район Замоскворечье — объект культурного наследия федерального значения.

## История
С XVII века по XVIII век здесь, по преданию, располагалась усадьба, также известная как дворец Бирона. В середине XVIII века территория досталась военному ведомству. В 1731 году оно построило на этом месте здание для Московской конторы Кригскомиссариата (сам Военный комиссариат (Кригскомиссариат), который ведал снабжением армии, находился в Санкт-Петербурге). С 1778 года по 1780 год старый дом был снесён и построен новый, при участии архитекторов Н. Н. Леграна и В. И. Баженова (предположительно). В 1797 году Кригскомиссариат был переведён в Санкт-Петербург. В Москве сохранилась Кригскомиссариатская контора, она продолжала находиться в здании Кригскомиссариата.
Сергей Львович Пушкин служил здесь бухгалтером. Отец М. Казакова работал здесь писарем. Начальник комиссариата — отец Фёдора Толстого.
В 1864 году Кригскомиссариат был упразднён, после этого в здании Кригскомиссариата находились учреждения военного ведомства.
Во время СССР складские помещения надстроены, также возведён новый корпус, со стороны Садовнической улицы. С 1933 года до недавнего времени здесь размещался штаб Московского военного округа.
Согласно официальной версии, 23 декабря 1953 года здесь был расстрелян Лаврентий Павлович Берия. Во внутреннем дворе расположен бункер, в котором содержался Берия до исполнения наказания, сохранились его записи и место пребывания, а сам бункер превращен в музей.
На здании установлены мемориальные доски С. М. Будённому, Н. И. Крылову, К. С. Москаленко, В. Л. Говорову, в разное время работавшим в здании.
Сегодня в главном корпусе располагается АО «Гарнизон», некогда именовавшееся скандально известным ОАО «Оборонсервис». Левое крыло здания (если смотреть с набережной), а также соседнюю территорию (ул. Садовническая, д. 55/26 стр. 3) занимает АО «Военторг». Кроме того, там располагаются иные небольшие учреждения, подведомственные военному министерству.

## Архитектура
Огромное каре, незамкнутое со стороны Садовнической улицы, состояло из трёхэтажного административного корпуса, двухэтажных крыльев, где размещались склады, и угловых башен с круглыми окнами. Разворот главного корпуса, украшенного шестиколонным дорическим портиком, на набережную Москвы-реки отвечает принципам преобразования города в екатерининское время. Автор проекта Никола Легран принимал участие в разработке «прожектированного» плана Москвы 1775 года. Фасадному декору с изображением воинской арматуры присуща тонкая графичность раннего классицизма.

## Современное состояние
В конце 1990-х годов НПП «Реставрационный центр» провело реставрацию здания. Несколько лет назад из него выехал Штаб Московского военного округа, но памятник остался в военном ведомстве. Новый этап обследования и подготовки к реставрационным работам прервался вместе с финансированием. Между первым и вторым этажами разобраны перекрытия. Здание выглядит заброшенным, некоторые оконные проемы заколочены фанерой.
К февралю 2024 года проведена реставрация здания. Заменены перекрытия между этажами, укреплён фундамент, дверные и оконные проймы, восстановлен фасад и отреставрирована парадная лестница. Строение передано Минобороны России. В здании разместится штаб вновь создаваемого Московского военного округа.

## Память
В честь Кригскомиссариата назван Комиссариатский мост, Комиссариатский переулок и Комиссариатская (Космодамианская) набережная.